# Rivière Jacob
Pour les articles homonymes, voir Jacob (homonymie).
La rivière Jacob est un affluent de la rive nord de la rivière Malbaie coulant généralement vers le sud successivement dans la zec du Lac-au-Sable dans le territoire non organisé du Mont-Élie, dans la ville de La Malbaie et dans la ville de Clermont en fin de parcours, dans la municipalité régionale de comté de Charlevoix-Est, au Québec, au Canada.
Affichant une dénivellation de 403 m, la rivière Jacob coule vers le Sud en zone forestière entre la rivière Snigole et la rivière Comporté. Après plusieurs séries de rapides, de cascades et de chutes en zone forestière, la rivière Jacob se déverse dans la rivière Malbaie face au centre-ville de Clermont.
Cette petite vallée forestière est surtout accessible dans sa partie inférieure par le chemin des Marais qui va vers le Nord, et dans sa partie supérieure par une route forestière secondaire desservant la rive ouest de la rivière.

## Géographie
La rivière Jacob prend sa source au lac Jacob (altitude : 443 m) situé dans la zec du Lac-au-Sable. Ce lac sauvage est situé dans une petite vallée forestière dans l'axe nord-sud. Ce lac est enclavé entre des montagnes dont un sommet atteint 800 m à l'est un autre de 636 m au nord-ouest. Un ruisseau de la rive nord de ce lac draine une petite vallée. Les lignes à haute-tension d'Hydro-Québec (sens nord-sud) passent du côté ouest du lac.
À partir du barrage situé à l'exutoire du lac à Jacob, le courant coule sur environ 13 km vers le sud selon les segments suivants :
- vers le sud en traversant plusieurs séries de rapides et de cascades, d'abord dans le territoire non organisé de Mont-Élie puis dans le territoire de la ville de La Malbaie, jusqu'au premier pont du chemin des Marais en traversant plusieurs séries de rapides et de cascades, et en entrant dans le territoire de Clermont, jusqu'au deuxième pont du chemin des Marais et en traversant plusieurs séries de rapides et de cascades jusqu'au pont du chemin des Lacs puis en passant sous le pont de chemin de fer, jusqu'à sa confluence avec la rivière Malbaie.

La confluence de la rivière Jacob est située face à un parc municipal du centre-ville de Clermont, en aval du barrage qui crée un élargissement de la rivière Malbaie et en amont du pont ferroviaire enjambant la rivière Malbaie au centre-ville de Clermont.

## Toponymie
Le terme « Jacob» évoque la mémoire d'un ancien propriétaire d'un lot de terre des environs du lac Jacob. Selon la Commission de toponymie du Québec, quatre moulins ont été construits et exploités le long de son parcours : deux moulins à bois, un moulin à farine et un moulin à carder la laine.
Le toponyme « rivière Jacob » a été officialisé le 5 décembre 1968 à la Banque des noms de lieux de la Commission de toponymie du Québec.